# Biomesoterapia
La biomesoterapia es una pseudoterapia que combina prácticas de la homotoxicología, la acupuntura y la mesoterapia. Consiste en la inyección subcutánea de solución salina y preparaciones homeopáticas en puntos acupunturales, además de la administración oral simultánea de compuestos homeopáticos. Sus defensores afirman que puede utilizarse para el tratamiento del dolor y para mantener el bienestar general.